# 桶狭間の歴史
桶狭間の歴史（おけはざまのれきし）では、愛知県名古屋市緑区と愛知県豊明市にまたがる地域である桶狭間の歴史について述べる。
本稿では特記を除き、1983年（昭和58年）当時の大字界の範囲内において桶狭間村・大字桶狭間の記述を行うものとし、その呼称を「大字桶狭間」とする。また有松地域にも同様の範囲の定義を適用してその呼称を「大字有松」とし、大字桶狭間と大字有松町を併せた呼称を「有松町」とする。

## 平安・鎌倉・室町時代

### 古窯
名古屋市緑区において、旧鳴海町や旧大高町では旧石器時代から平安時代にかけての遺跡が数多く知られているのに対して、大字桶狭間や大字有松ではまったくといってよいほどそれらの痕跡が見あたらない。わずかに、未確認ながら石鏃が発見されたという森前遺跡、石刃・石鏃が出土した又八山遺跡、石鏃が出土した権平谷遺跡などが知られるのみである。それ以降の、古代から中世初頭までの大字桶狭間の様子を示すような史料や考古学的遺物は皆無であるとされる。
一方、大字桶狭間や大字有松でも多く知られているのは、猿投山西南麓古窯址群（5世紀-13世紀）の一端をなす古窯跡である。1955年（昭和30年）に初めて具体的な踏査が行われ、1957年（昭和32年）に旧有松町内の11地点13基の窯跡（桶狭間10地点12基、有松1地点1基）が報告されている。日本陶磁史において、窯を使用した高火度焼成のやきものの生産は5世紀頃、朝鮮半島の技術を導入して作られた須恵器に始まる。名古屋市域では、窯を構築するための斜面が存在し、材料となる粘土・燃焼のための豊富な木材が豊富に手に入る地域、すなわち名古屋東部丘陵地帯においてその発展をみることになる。名古屋市緑区内に分布する古窯跡は旧鳴海町域の北部に広がるグループと旧有松町域から旧大高町域、豊明市域に広がるグループに大別され、前者を「猿投窯鳴海地区鳴海支群」、後者を「猿投窯鳴海地区有松支群」といい、鳴海支群では奈良時代の須恵器第2型式と呼ばれる窯が主体であるのに対し、有松支群における型式のほとんどは「行基焼（山茶碗）第2型式窯」と呼ばれ、土地の斜面をトンネル状に掘り抜いて燃焼室・燃成室・煙道を構築する窖窯の方式を用いており、周辺から山茶碗や山皿の残片が多数出土している。行基焼窯は、その製品の型式によって第1型式、第1-第2過渡期型式、第2型式、第3型式に分けられ、製作年代は第1型式が12世紀半ば、第2型式は13世紀半ば、第3型式は13世紀終わり頃から14世紀前半頃という推測がなされている、大字桶狭間にある古窯群は有松支群に属するとみられ、北部や南部の丘陵地の山裾に広く分布しており、その詳細は以下のとおりである。
| 遺跡番号 | 名称         | 窯の型式           | 出土遺物     | 所在地                   | 備考 |
| -------- | ------------ | ------------------ | ------------ | ------------------------ | --- |
| 4230     | 深谷池古窯跡 | 行基焼第1型式      | 山皿・山茶碗 | 桶狭間清水山             | ため池の北東側湖畔に遺物の散布が確認されている。現在では滅失。 |
| 4237     | 幕山古窯跡   | 行基焼第2型式      | 山皿・山茶碗 | 有松町大字桶狭間字幕山   | 高根山の南麓にあり、窯の遺構と遺物の散布が確認されている。窯跡は市道有松橋東南線（当時の愛知県道大府街道）道路脇の崖面に窯の焚口部分が口をあけて露出しており、内部に分焔柱が残されていたという。後にコンクリートの土留めで覆われ、現在では遺構を確認することはできない。 |
| 4238     | 生山古窯跡   | 行基焼第2型式      | 山皿・山茶碗 | 有松町大字桶狭間字生山   | 遺物の散布が確認されているが、1941年（昭和16年）の国道1号造成の際に破壊された上で滅失。当時の工事関係者の話では、3基の窯が並んでいたという。 |
| 4239     | 愛宕西古窯跡 | 行基焼第2型式      | 山皿・山茶碗 | 有松町大字桶狭間字愛宕西 | 愛宕霊園を西に望む谷底（現在のめぐみ保育園の裏手付近）にて遺物の散布が確認されている。昭和20年代の開墾によって滅失し、現在は宅地になっている。 |
| 4240     | 愛宕東古窯跡 | 行基焼第2型式      | 山皿・山茶碗 | 有松町大字桶狭間字愛宕西 | 遺物の散布が確認されている。昭和10年代の道路工事（市道三ツ屋線）によって滅失。 |
| 4241     | 嵐廻間古窯跡 | 行基焼第2型式 ×2基 | 山皿・山茶碗 | 桶狭間上の山             | 大芝池北岸の丘陵斜面にあり、1956年（昭和31年）の有松中学校による調査では、遺物の散布と左右に並んだ2基の窯跡の遺構が確認されている。後年の宅地造成により滅失。 |
| 4242     | 清水山古窯跡 | 行基焼第2型式 ×2基 | 山皿・山茶碗 | 桶狭間切戸山             | 遺物の散布と2基の窯跡が確認されている。1957年（昭和32年）の有松中学校によってうち1基の発掘調査が行われ、幅2メートル×長さ6メートルの燃焼部の中に、直径35センチメートル×高さ40センチメートルの分焔柱の遺構が確認されている。                                               |
| 4243     | 上ノ山古窯跡 | 行基焼第2型式      | 山皿・山茶碗 | 桶狭間上の山             | 東ノ池南岸の丘陵斜面にて遺物の散布が確認されている。 |
| 4245     | 神明裏古窯跡 | 行基焼第2型式      | 山皿・山茶碗 | 桶狭間神明               | 桶狭間神明社の境内にあり、社殿西方の谷地形部分に遺物の散布が確認されている。 |
| 4255     | 清水谷古窯跡 | 行基焼第3型式      | 山皿・山茶碗 | 桶狭間神明               | 現在の愛知県道243号沿い付近、大高方面に面した西向斜面に遺物の散布が確認されている。 |

このほか、1980年（昭和55年）には、名古屋市立桶狭間小学校分校用地として造成工事が行われた字森前から字六ケ廻間にまたがる付近（現名古屋市立南陵小学校敷地）で、2,000点にも及ぶ山皿・山茶碗が出土している。

### 桶狭間の始まり

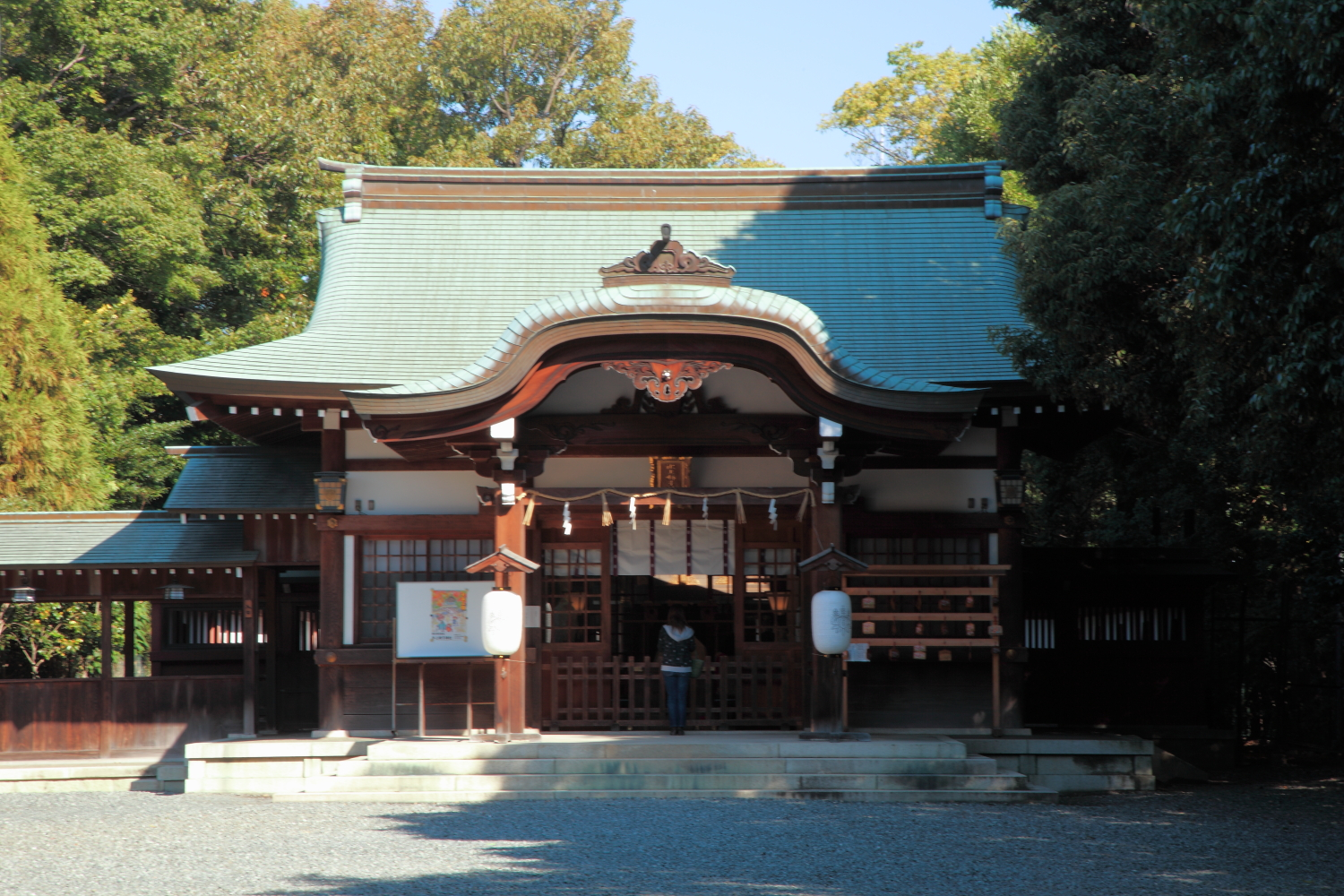
氷上姉子神社拝殿（2012年（平成24年）10月）。

平安時代中期の百科事典『和名類聚抄』（承平年間（931年 - 933年））は、尾張国8郡のひとつである愛智郡の中に「成海（なるみ）郷」の所在を示している。その領域を正確に確定することは困難であるが、成海の表記が後年「鳴海」に変化し、江戸時代にはその遺称を受け継ぐ大村鳴海村が成立、明治時代以降の行政町である鳴海町を経て現在では名古屋市緑区の大部分（主に名古屋鉄道名古屋本線から以東の地域）で行政区画としての鳴海町が存続しており、この鳴海村・鳴海町の範囲が少なくとも成海郷の一部に含まれていたことはほぼ明らかであるとされている。
ところで、『延喜式神名帳』（925年（延長5年））に記載された尾張国愛知郡17座のうち、現在でも古名をとどめる成海神社（北緯35度5分11.5秒 東経136度57分11.9秒）と共に「火上姉子神社（北緯35度3分40.9秒 東経136度55分48.2秒）」も成海郷内に鎮座していたとする。鎌倉時代中期に成立したという『熱田太神宮縁起』に「奈留美者、是宮酢媛所居之郷名、今云成海」という記述があり、宮酢媛（みやずひめ）の居所である氷上邑（ひかみむら）すなわち後年の知多郡大高村一帯もまた、愛智郡成海郷に含まれていたことを示唆するものである。
12世紀頃に丹羽郡郡司良峰氏によって開発されたとされる「成海庄」、1357年（延文2年、正平12年）に後光厳天皇の綸旨を受けて醍醐寺三宝院が「御祈料所」として知行することになった「鳴海庄」が、郷名を継承した以外に往年の「成海郷」とどのような関連があるかは不明であり、「成海庄」と「鳴海庄」の関連性もはっきりしていないものの、これら3者の領域は少なくとも後年の鳴海村を越え、とりわけ「鳴海庄」に至っては、西は「成海郷」と同様に大高を包括したほか、さらにその先の名和（なわ、現東海市名和町付近）にも領域を広げていたとみられ、東は傍示本（ほうじもと、現愛知郡東郷町大字春木付近）、高大根（たかおおね、現豊明市沓掛町上高根・下高根付近）、沓懸（くつかけ、現豊明市沓掛町本郷・宿付近）、大脇（現豊明市栄町付近）に至る、おおむね天白川以東に広がる広範囲をいったものと推測されている。
東に大脇・沓掛、西に大高、北に鳴海という愛智郡の領域に取り囲まれた洞迫間あるいは有松の地が、近隣同様に愛智郡成海郷あるいは鳴海庄に属していたかどうかははっきりと分かっていないが、南の現大府市域に属する多くの村々と同様、むしろ知多郡の「英比（あくひ）庄」・「英比郷」と何らかの関わりを持つ地であったともいわれる。「英比郷」は建武年間（1334年 - 1336年）に足利尊氏が「不断大般若経䉼所」として熱田社に寄進したとする土地で、初め南部にあった熱田社領が徐々に国衙領を浸食しながら北部に広がったとみられることから、英比郷中心地（現知多郡阿久比町付近）に比べて開発が遅れていた最北部の洞迫間が15世紀以降に熱田社領に含まれたとする想定も、まったく不可能ではないかもしれない。
また、『寛文村々覚書』（寛文年間（1661年 - 1673年））には各村の概説の始めに所属の庄名が記されているが、これによれば桶廻間村は近崎村・有松村などと共に知多郡「花房庄」に属していたことが示されている。『寛文村々覚書』は知多半島の中央部から付け根にかけての村々に「英比庄」・「花房庄」・「大高庄」・「荒尾庄」などを冠しているが（いずれも知多郡）、そもそもが歴史的な名残をとどめたと考えられる表記でもあり、これらの庄園の範囲や実情はほとんど知られていない。

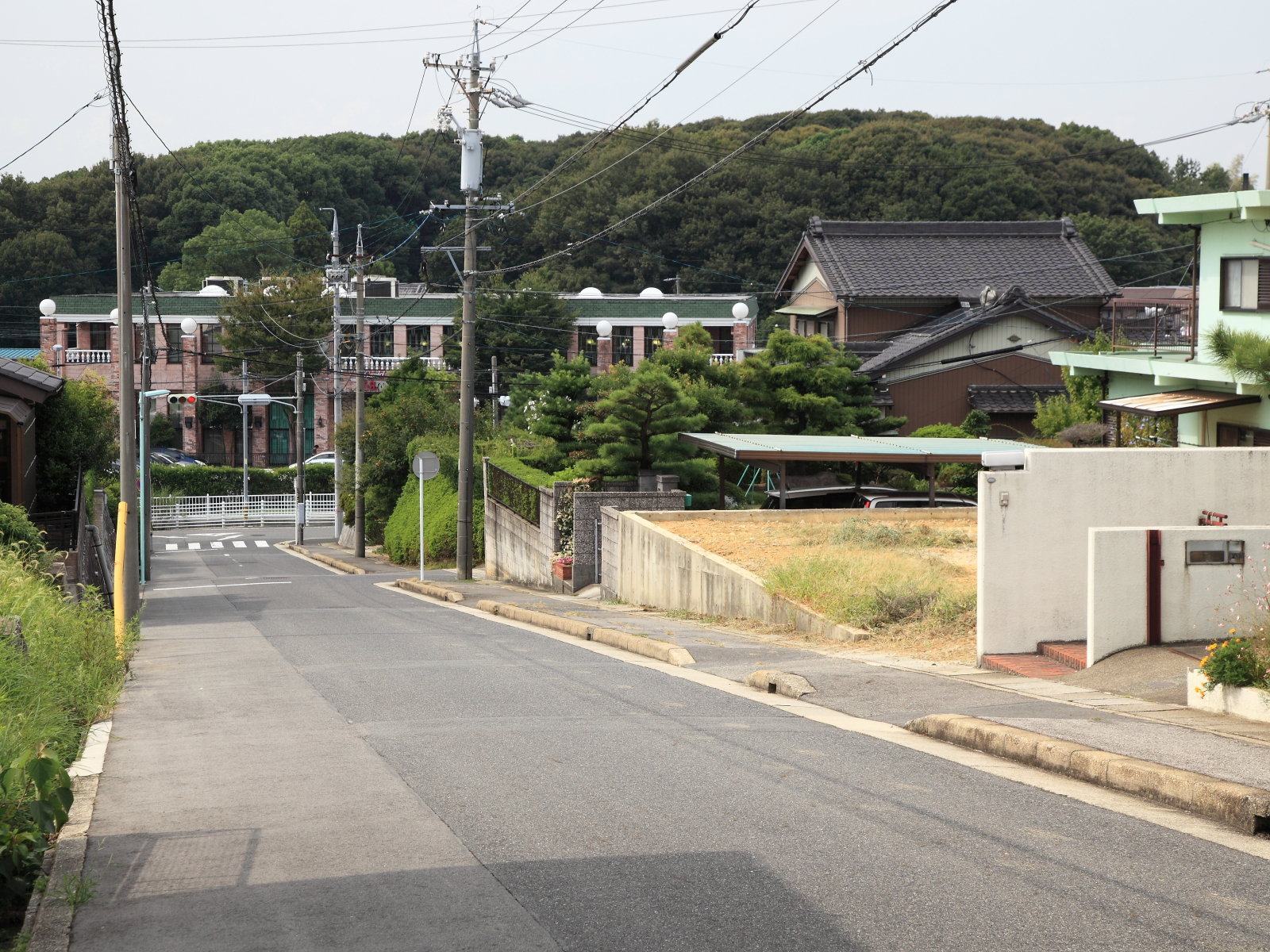
セト山交差点から東に登ったこの付近に落人たちが屋敷を構えたとみられる（2012年（平成24年）9月）。

近隣もしくは当地も含めて「成海庄」が存在していた1340年代、すなわち室町時代初期に洞廻間の地にやってきた南朝の落人とされる武装集団は20人あまりで、構成は中山氏、梶野氏、青山氏の諸氏であったという。このうち中山氏は平安時代中期の東三条摂政藤原兼家の系譜にある中山五郎左衛門の系統と考えられ、その出自は法華経寺の門前町である下総中山の地にあり、家紋は三階松、兼家から数えて16代目の子孫が太平記が記すところの中山光能で、光能の5代目子孫にあたるのが戦国時代の武将中山勝時となる。後醍醐天皇の綸旨を受けて梶野氏らを引き連れ上京するも敗走を重ね、最後は熱田大神社宮司であった藤原氏に従い美濃尾張で北朝方に相対するも敗戦、ついに洞迫間の地に落ち延びてしまう。光能と勝時の間の4代は不詳とされているが、まさにこれらの代の過ごした時期が梶野氏や青山氏と共にした洞廻間での隠遁時代に相当すると考えられる。中山氏は長く落人の身の上であることを潔しとせず、緒川城城主である水野氏と気脈を通じ続け、永正年間（1504年 - 1520年）には中山氏10人ほどが岩滑（柳辺（やなべ）、現半田市）に移住し、中山勝時は岩滑城主として水野信元の配下に組み込まれることになる。一説には、1554年（天文23年）12月に重原城が今川方に攻撃された際、洞迫間の中山重時は織田方の部将として参戦するも討死、その功によって嫡子の中山勝時が岩滑城主に取り立てられたともいう。
一方、梶野氏や青山氏は士分を捨てて土着する道を選び、土地を開墾し村作りを始める。和光山長福寺の境内に南接するあたり（北緯35度3分6.2秒 東経136度58分16.8秒）に居を構えたといわれ、1965年（昭和40年）に区画整理が行われるまではうっそうとした林が広がり、3件の屋敷跡とふたつの井戸と推定される遺構もみられたという。人々は田畑を開くにあたって山頂に山の神を祀り、そこから石を投げて落ちた山背戸に石神社（しゃぐじ（社宮司）しゃ）を祀り、さらにそこに鍬を立てて御鍬社を祀ったといい、やがて田を耕す者が田楽を奉納し始め、また天照大神を祭神とする桶狭間神明社が立てられ氏神とされるようになる。
なお梶野渡によれば、村人たちは落武者という出自のコンプレックスを相当長い間持ち続け、他村との交流をほとんどなさずに山奥で閉鎖的・退嬰的な生活を続けてきたといわれ、長年人口移動が少なく、同族意識がきわめて強い人々であったとされる。よそ者の侵入には特に神経をとがらせ、スパイと思わしき山伏を密かに殺害したなどの伝承も残っている。1875年（明治8年）の調査における桶廻間村の戸数は81戸であったが、そのうち梶野姓が56戸、青山姓が9戸あり、この2姓が80パーセントを占めている。2013年（平成25年）現在でも、セト山を中心とした大字桶狭間・大字有松全域および豊明市栄町にかけて、梶野姓や青山姓が多くみられる。
いずれにしても、落人たちは出自や身分が明らかになるような証拠をことごとく隠滅したといい、江戸時代に至って尾張藩の支配下に入るまで村の実情を知りうる一次史料は皆無だとされる。しかし、室町時代末期である桶狭間の戦いの頃には戸数20から25、人口は100人から150人を数えたといい、村としての形が次第に整えられていった様子がうかがえる。またこの頃、洞迫間を領していたのは岩滑に移り住んだ中山氏であったともいわれる。

### 法華寺

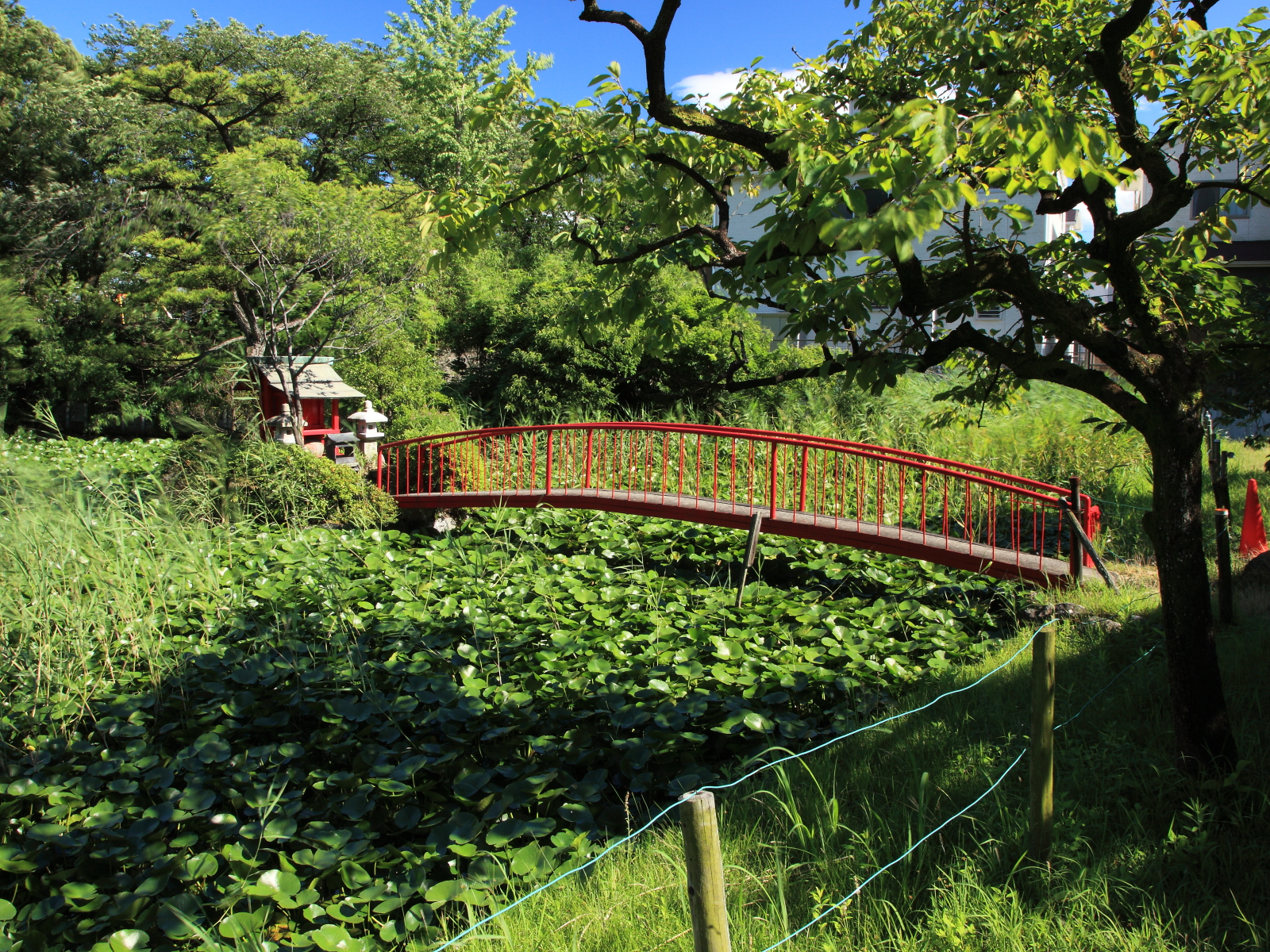
和光山長福寺境内にある弁天池。ここでわき出る泉は、600年前から現在に至るまで途絶えていない（2012年（平成24年）7月）。

大字桶狭間には古い時代に、下総国の日蓮宗大本山法華経寺の出自とされる日観という僧侶が現れて法華寺（ほけでら）を開創したとする伝承がある。日観は不受不施義を説くために知多方面を広く廻ったというが、その時期は落人らが隠遁生活を始めた前後だといわれ、草庵も落人らの隠れ家がある森の目と鼻の先、現在の和光山長福寺付近であったという。長福寺境内にある弁天池は、かつて日観の草庵と落人たちの住まいの中間にあり、双方が日常的にこの水を使っていたともいわれる。16世紀始めには法華寺も無住となり、以降長らく荒廃したままとなっていたが、1538年（天文7年）もしくは1569年（永禄12年）、その跡地に美濃国山県郡溝口村にある慈恩寺の末寺として善空南立（ぜんくうなんりゅう）開山による和光山長福寺が創建されることになる。
『知多郡史』では、この日観が下総国から中山氏や梶野氏を引き連れてきたとしている。また梶野渡は、落人集団の一人であった中山氏が変装した姿が日観ではなかったかという説をとっている。後に岩滑城主となる中山氏はおそらくは集団の首領として他を統率する立場にあり、北朝による執拗な落人狩りのターゲットとしては重要な位置を占めていたとも推定されることから、僧侶の身なりをして目くらませをしたというわけである。日観が知多半島を遊説していたという伝承は、中山氏が水野氏と渡りを付けるための情報収集や布石作りが目的であったとも受け取れる。また中山氏は代々熱心な法華経信徒といわれ、武士の身であっても法華経僧侶に変装することに違和感や抵抗感を持つことはさのみ無かったとも想像される。そして日観があるとき忽然と姿を消し、法華寺が廃寺となった時期は、中山氏が水野氏の配下に組み込まれ岩滑に移住した時期とも重なるのである。

## 戦国・安土桃山時代

### 桶狭間の戦い以前
愛智郡鳴海庄は、15世紀後半以降になると醍醐寺三宝院の支配が及ばなくなったようである。このことに大きな影響を与えたとみられるのが応仁の乱（1467年（応仁元年）-1477年（文明9年）である。室町時代の尾張国守護は斯波氏であったが、戦後処理を始めた将軍足利義政が乱を通じて最大の政敵となっていた斯波義廉への懲罰的討伐をもくろみ守護代織田氏を巻き込んで大攻勢をしかけたことを機に、徐々に没落をみるようになる。なお、尾張国のうち知多郡と海東郡は1391年（明徳2年・元中8年）の時点で三河国守護であった一色詮範の支配下に置かれていたことが確認されているが、1440年（永享12年）に一色氏から守護職を引き継いだ細川氏は支配を十分に確立できずにやがて応仁の乱を迎え、やはり勢力の縮小をみることになる。守護の力がそがれたことで、国境に近い辺境地域ではとりわけ支配の空白にさらされるようになり、境川流域にあった愛知郡・知多郡・碧海郡・加茂郡もまた両国で勢力を伸ばし始めた土豪の手が次第に伸びるようになってくる。鳴海庄における醍醐寺三宝院の支配衰退も、応仁の乱と前後して知多郡北部・愛知郡南部に浸透を始めたとみられる緒川の水野氏、そして水野氏の配下にあったという中山氏の動きとまったく無関係ともいえないであろう。三河からは、水野氏の動きに呼応するように1535年（天文4年）、その同盟関係にあった松平氏惣領松平清康が尾張への侵攻をはかっている。
尾張国守護斯波氏の没落は守護代であった織田氏の台頭を許すことになるのだが、その織田氏も清洲城（織田大和守家）と岩倉城（織田伊勢守家）に分かれて尾張国を分割支配するようになって以降徐々に力を失い、清洲三奉行の一家で分家筋であった織田弾正忠家がやがて浮上してくる。勝幡城城主であった織田信秀と松平清康・今川義元が明確に対峙した天文年間（1532年 - 1555年）になると、境川流域の国境付近に点在していた中小の土豪は織田氏か松平氏・今川氏のどちらかへ帰属することを余儀なくされることになる。
織田弾正忠家当主である織田信秀は尾張国内の諸勢力（諸家中）をあまねく掌握するまでになる。水野・松平氏の勢力に浸食されつつあった尾張国東部（愛知郡・春日井郡）も、松平清康の死により三河からの圧力が急速に弱まったことがまず幸いして那古野城の攻略に着手、今川那古野氏の旧領を奪い取る形でその支配下に置くことに成功している。一方、松平清康の遺児松平広忠を清康の後継者として擁立、その後ろ盾となることで三河国への浸透をはかり始めた今川義元は、安城合戦（1540年（天文9年））で居城安祥城を織田信秀に奪われた松平広忠に加勢、また1549年（天文18年）には織田氏に奪われた広忠の嫡子竹千代を取り戻して自らの元に人質として置くなどし（『三河物語』（1626年（寛永3年）））、松平氏の従属化を進めるかたわら、小豆坂の戦いなどにおいて直接織田方と交戦、織田信秀による三河国への勢力拡大を阻止すべく動いている。

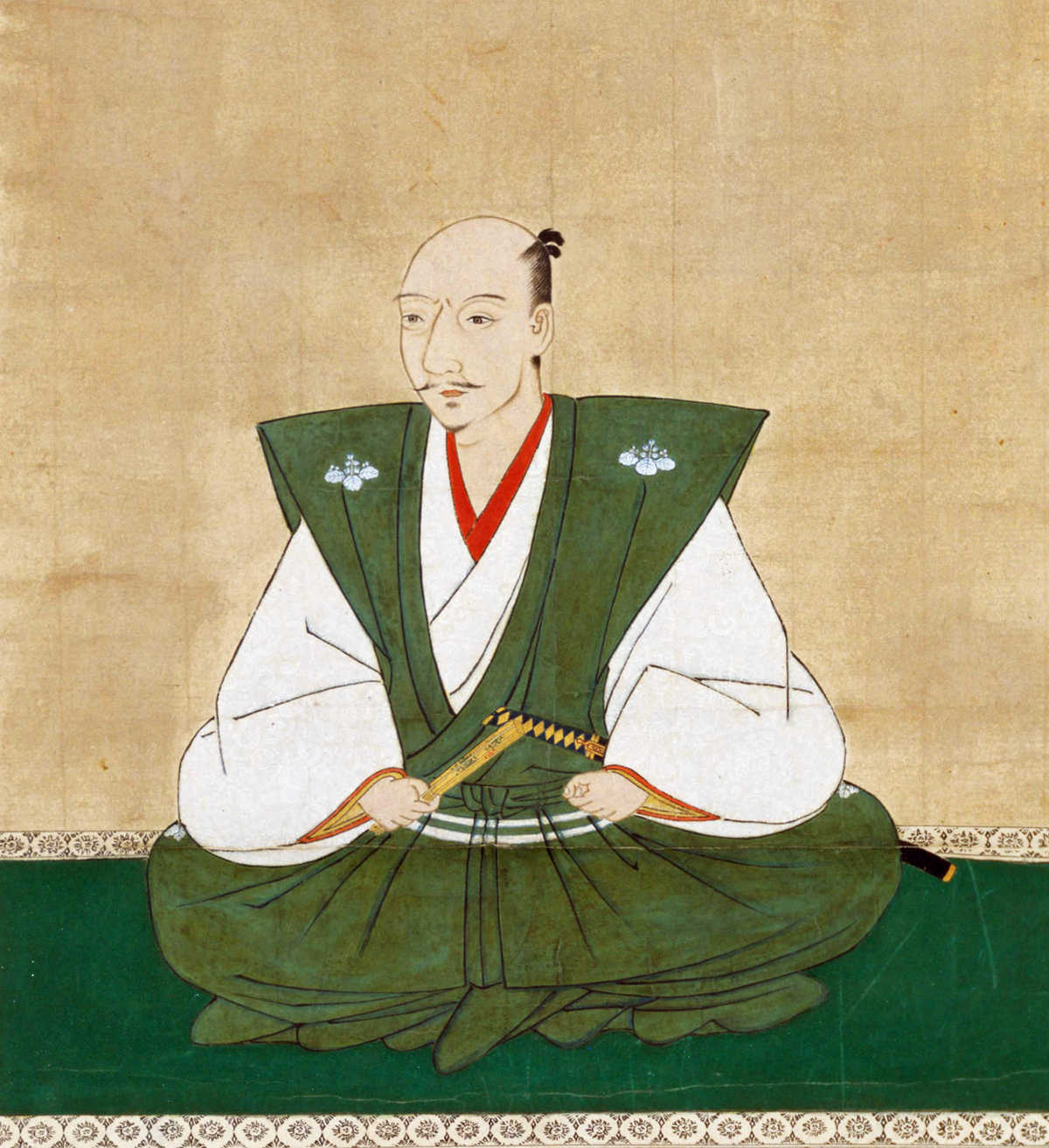
『紙本著色織田信長像』（部分）　狩野元秀画、長興寺蔵

その織田信秀が領内での内紛、美濃国の斎藤氏との対立などの問題を抱えながら次第にその力を衰えさせ、1551年（天文20年）に病没した頃には、今川義元はすでに境川を越えた尾張国内まで支配領域を拡大し、天白川越えもうかがおうとしている。織田弾正忠家の家督を継いだばかりの織田信長にとっては、清洲城にあった守護斯波義統・守護代織田信友（織田大和守家）との対立、家中では同母弟織田信行との対立などが当初からあり、父の死去によってその支配下にあった土豪も次々と織田弾正忠家から乖離する動きを見せ始め、今川義元の圧迫に間近にさらされていた尾張国東部では、中村城の山口教継、鳴海城（北緯35度4分53.2秒 東経136度57分0.6秒）の山口教吉、笠寺城の戸部政直（新左衛門）、沓掛城の近藤景春などが今川方の傘下に下って反旗を翻すなど、まさに火だるま状態であったといえる。織田弾正忠家と守護・守護代との抗争は1552年（天文21年）頃から始まったが、翌1553年8月20日（天文22年7月12日）、守護と信長との内通を疑った織田信友らが斯波義統を殺害する事件が起こり、その子斯波義銀が信長の元に遁走するに及んで旧主の復仇という大義名分を得た信長は勢いをも得、安食の戦い（1554年8月10日（天文23年7月12日））などを経て守護代織田大和守家を滅亡させた上、清洲城入城を果たしている。尾張国東部では、山口教継が尾張国の奥深くに位置する笠寺の地にまで今川方を迎え入れたことで、今川義元による浸食がいよいよ深刻なものとなっていたが、他方で、義元によってほぼ平定された三河国の中で唯一織田弾正忠家と通じていた勢力が刈谷城の水野信元で、斎藤道三の協力も仰いだ信長はこの水野信元と連携して緒川城の近くに築かれた今川方の村木砦を猛攻の上陥落させたほか（『信長公記』（1610年（慶長15年）頃））、1555年（天文24年、弘治元年）から1556年（弘治2年）にかけて頻発した三河国内の反今川蜂起への工作にもいそしんでいたものとみられる。その一方で、信長は稲生の戦いや浮野の戦いで勝利し、尾張国内において自身に対抗しうるだけの敵性勢力をある程度掃討することに成功した。
1557年（弘治3年）に家督を氏真に譲った義元は三河国の平定および経営に本格的に乗り出したほか、1558年（永禄元年）頃、かつて織田信秀を見限り、近隣の沓掛城や大高城を調略して尾張国東部を明け渡した中村城主山口教継・鳴海城主山口教吉親子を駿府に誘い出して誅殺する（『信長公記』）という暴挙に及ぶが、これは信長が策略として流した不穏の噂を義元が真に受けたともいわれる一方、義元が旧織田方の勢力を意図的に排除したものとも考えられ、空席となった鳴海城の主として家臣の岡部元信を当て実際に直接支配下に置いたことで、尾張国侵攻へのひとつの布石とも捉えられるのである。そして翌1559年（永禄2年）になると遠征のための準備を着々と進めた。かたや信長も義元が尾張侵攻に備え、鳴海城の周辺に善照寺砦（北緯35度4分53.8秒 東経136度57分26.3秒）、丹下砦（北緯35度5分11.6秒 東経136度57分1.7秒）、中島砦（北緯35度4分37秒 東経136度57分14.1秒）、大高城東辺に丸根砦（北緯35度3分51.9秒 東経136度56分43.3秒）・鷲津砦（北緯35度4分10.4秒 東経136度56分32.2秒）を築くなどして義元の動きに対応している。そして翌1560年6月1日（永禄3年5月8日）に三河守に補任された義元は、それからまもなくの6月5日（旧暦5月12日）、1万あまり（『足利季世記』）とも4万5,000（『信長公記』）とも伝えられる大軍を率いて駿府城を発つことになる。

### 桶狭間の戦い
1560年6月12日（永禄3年5月19日）に勃発した桶狭間の戦いは、伝承に従えば洞迫間村の開墾から200年ほど時を経た時の出来事と見なされる。
駿府を発った今川義元の本隊は、藤枝・懸河・引間（ひくま、浜松）・吉田（豊橋）・岡崎・地鯉鮒（ちりふ、知立）を経て（『三河物語』）、合戦の2日前にあたる6月10日（旧暦5月17日）に近藤景春の居城であった沓掛城（北緯35度4分37秒 東経136度57分14.1秒）に入城する。なお、この同じ日に今川方の先手侍大将であった瀬名氏俊の一隊が村に陣取り、後日到着する義元のための本陣造営に村人をかり出している。
義元が構想していた作戦は、織田信長が築いた善照寺・丹下・中島・丸根・鷲津の各砦を攻撃し、それらの砦に圧迫されていた鳴海・大高の2城を救援（後詰）し解放したのち、熱田へ進軍、その先の清洲城を落城させるという主旨であったものと考えられる。このとき、鳴海城には岡部元信が、大高城（北緯35度3分51.9秒 東経136度56分11.1秒）には鵜殿長照が、それぞれ織田方に備えて布陣を敷いている。一方の信長は、この2城を略取し今川の勢力を尾張から一掃することに主眼があったとみられる。
沓掛城に到着し、城中備蓄の兵糧の欠乏を訴える鵜殿長照からの知らせを受け取った義元は、評定において松平元康（後の徳川家康）に大高城への兵糧入れを命じている。大高城へ兵糧入れを行うには丸根砦・鷲津砦が立地する「棒山」の山間を通過する必要があることから挟撃される可能性も大きく、斥候を放ってその様子を偵察させたところ、敵の間近にあって押し通すことは困難であるという報告のほかに、敵は我々の軍旗を見ても山から下りてこないどころか山頂に向かって退く始末なので通過は容易であるという報告を受けた元康は、速やかに行動すべきことを判断、翌6月11日（旧暦5月18日）の夜までにそれを成功させている（『三河物語』）。
他方、丸根砦の佐久間盛重、鷲津砦の織田秀敏は清洲城にあった織田信長に宛てて、翌12日（旧暦19日）の早朝は満潮の見込みのために清洲からの救援が間に合わず、大高城から両砦に対して攻撃が始まる見込みだとする急報を走らせている。信長はその報告を表にはいっさい出さず、晩の評定では登城した部将らの前での雑談に興じるのみであったという（『信長公記』）。
翌6月12日（旧暦5月19日）の夜明けになり、丸根・鷲津の両砦がいよいよ取り囲まれているとの急報を手にした信長は、幸若舞の敦盛の一節を詠じながら舞い、従者5騎のみを連れて清洲城を出立する。辰の刻（午前7時〜8時頃）に熱田の源太夫殿宮（現上知我麻神社（かみちかまじんじゃ）、熱田神宮摂社）の付近までたどり着いた時に、はるかに二筋の煙が立ち上っているのが見え、信長は丸根・鷲津の両砦が陥落した様子であることを知る。このまま海岸に出て進めば近くはあったが満潮にかかっていたこともあり断念、「かみ道」を駆って丹下砦、ついで佐久間信盛の居陣である善照寺砦まで進み、ここで兵を参集してそれを巡閲している（『信長公記』）。
沓掛城を出立した義元の軍勢は、午の刻（正午頃）、「おけはざま山」に着陣して休息を得ている。ここで丸根・鷲津両砦の陥落の報告を受けた義元は謡に興じるなどし、前日来より兵糧入れや砦攻略に手を砕いた松平元康は鵜殿長照に代わって大高城に入り、休息を兼ねながら守備に入っている。信長が善照寺砦に入ったことを受けた佐々政次・千秋季忠の2部将は、高根山に布陣していたとされる今川方の松井宗信を300人ほどで急襲するものの、2将を含む50騎ほどが討死する。この様子を目にした今川義元は、自らの向かう先には天魔鬼神も近づけまいと心地よくなり、悠々と謡を続けている（『信長公記』）。
なお、当の洞迫間村では、今川義元の到着に合わせて村人たちは酒や肴の準備に朝から大わらわとなり、午前11時頃には村長（むらおさ）や有力者たちが羽織袴姿で今川義元の本陣に向かっている。この間、村の年寄り、女性、子供たちは北尾村に退避させており、義元や従者たちに贈り物をして本陣を後にした有力者たちもそのまま村長の家に集まり、部隊が早急に大高へ立ち去ってくれることをひたすら祈っていたという。

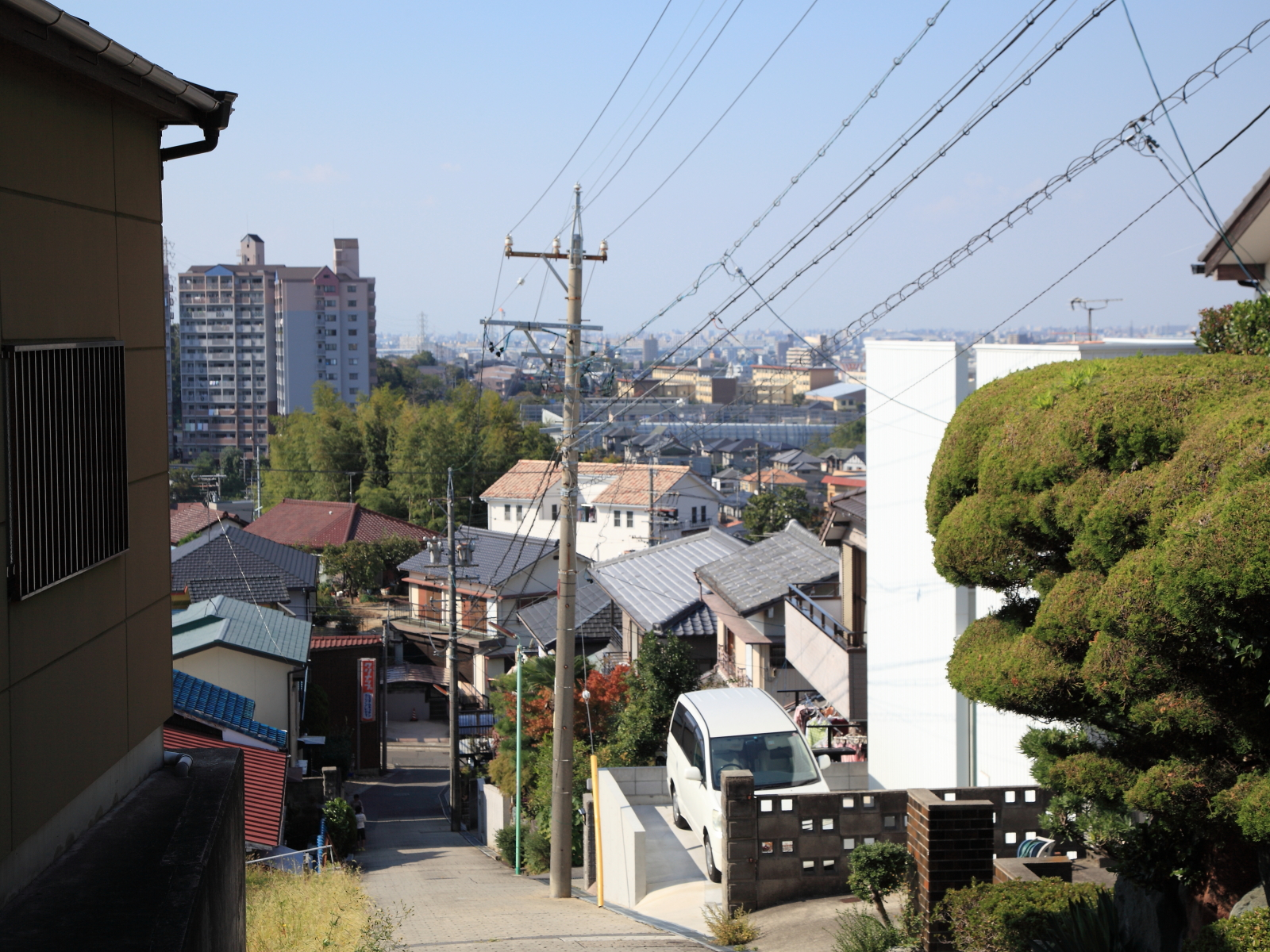
高根山山頂からの眺望（2012年（平成24年）10月）。この方角に善照寺砦・丹下砦・中島砦があり、織田信長が進攻したとされるコースの大部分が視界に収まる。

他方、信長はさらに先の中島砦まで進もうとする。中島へは周辺に深田が広がる中に馬一騎が通れるほどの狭い道がつながっているだけであり、移動の様子は敵方にも筒抜けになるとの懸念から周辺が押しとどめようとするも、信長はそれを振り切って進み、中島砦に入城している。この時の兵数は2,000人にも満ちていない。そしてさらに先に進もうとするのを今度は押しとどめられたが、ここで信長は全軍に対して触れを発している。この時、抜け駆けをした前田利家ら10人前後が銘々に敵兵の首を持ち帰ってきたのを見て、信長はさらに兵を進め、義元が布陣していた「おけはざま山」の際までたどり着く（『信長公記』）。
このとき突然、天地を揺るがすような驟雨となり、これが止んだ頃合いに、織田方の急襲が始まる。今川方は一挙に崩れた。そののち、義元は切り伏せられ、ついにその首を討ち取られてしまったという（『信長公記』）。
戦いに決着が着いたのは夕刻とみられ、信長もその日のうちに清洲へと帰参している。今川方の部将も義元の敗死を知って退却を始める。一部の城で立てこもりや籠城もあったが信長方の手に渡る。こうして織田信長は、今川氏による東方からの圧迫より解放され、同氏に長年浸食され続けた尾張国東部を回復することになる。
ちなみに、洞迫間を領していたともいう中山勝時は、桶狭間の戦いでは主君の水野信元を通じて織田方に与していたとみられ、寄親・寄子の制に従って洞迫間村からも数人の人夫が中山陣営にかり出されていたと考えられる。中山勝時は一方で、大高城への兵糧搬入のために尾張国に侵入した松平元康に対して火縄銃100丁を献上している。

### 桶狭間の戦い以後
1575年12月30日（天正3年11月28日）、尾張国および美濃国は、織田信長より正式に家督を譲られた嫡男織田信忠に扼されることになる。なお、それからまもなくの1576年1月27日（天正3年12月27日）、知多郡を支配下に置き、織田信長・松平元康の間を取り持って清洲同盟を成立させた立役者でもあった水野信元が讒言を受け、織田信長の命により松平元康に誅殺されるという不可解な事件が起きている。やがて1582年6月21日（天正10年6月2日）に起きた本能寺の変により、信忠は二条新御所において奮戦するも最後に自刃して果て、水野氏を離れ織田信忠の家臣となっていた中山勝時も、このとき信忠に殉じている。明智光秀の反乱を短期間に抑えた羽柴秀吉は7月16日（旧暦6月27日）に柴田勝家・丹羽長秀・池田恒興と共に清洲会議を催し、この席で信長の次男織田信雄の尾張国相続が決定される（美濃国は信長の三男織田信孝が相続）。織田信雄は初め秀吉に与し、柴田勝家に呼応した異母弟の信孝を討つなどして領国を広げたが（尾張国・伊勢国・伊賀国）、次第に秀吉と対立、小牧・長久手の戦い（1584年（天正12年））の結果としてこれに服属するも、小田原征伐（1590年（天正18年））の論功行賞でなされた国替えの命令を拒否したことにより改易され、ここに織田信雄の尾張国支配も終止符が打たれることになる。
信雄追放によって新たに尾張国に封ぜられたのは、秀吉の甥にあたる豊臣秀次である。ただし秀次は1592年2月11日（天正19年12月28日）に秀吉から関白職を譲り受けて常に在京することになり、尾張国の実質的な支配は秀次の父である三好吉房があたっていたとされる。豊臣秀頼の誕生を機に秀次との関係に微妙な緊張が走り出した1593年（文禄2年）頃から、秀吉は鷹狩りを名目として尾張国の監察に赴いたり、奉行を派遣して実地調査を行わせるようになるが。その目的は秀次の失政を追及することにあり、後の秀次事件（1595年（文禄4年））が引き起こされるための布石のひとつともなっている。この秀次事件によって豊臣秀次は自刃、三好吉房も流罪となり、尾張国はいったん秀吉が掌握した後、清洲城を与えられた福島正則の支配下に入ることになる<。この福島正則執政期の尾張国は、旧秀次領を没収して引き継いだ秀吉直轄領（豊臣氏蔵入地）、福島正則領、黒田城主一柳直盛領・犬山城主石川光吉領などが入り組んでおり、洞迫間村一帯を含む知多郡・愛知郡南部は福島正則預かりの秀吉直轄領であったとみられる。秀吉の死後勃発した関ヶ原の戦いはさらに諸大名の変動を引き起こし、東軍に与した福島正則は安芸広島49万8,000石の領主に栄転、一柳直盛も伊勢神戸城主として加増転封（3万5,000石→5万石）、西軍に与した石川光吉はその領地を没収されるなどした結果、福島正則が去った清洲城には徳川家康の四男であった松平忠吉が入城、忠吉の家老であった冨永忠兼と小笠原吉次がそれぞれ黒田城主と犬山城主に封じられている。ただしかつての秀吉直轄領であった知多郡などでは、土着の水野氏や千賀氏に対して徳川家康から領地を分与されていることから、松平忠吉の支配に属さず徳川家康直轄地（徳川氏蔵入地）であったとみられる。

## 江戸時代
1603年（慶長8年）、江戸幕府が開府される。1606年（慶長11年）に知多郡10万石が加増された清洲藩主松平忠吉であったが、翌1607年（慶長12年）に品川で客死、継嗣を持たず改易され、まもなく徳川家康の九男で異母弟であった徳川義直が清洲城主となる。清洲越しを敢行して政府機能を清洲から名古屋へ移転すると共に、尾張一円領国化も着々と進めた尾張徳川家の支配体制が盤石になるにつれ、桶廻間村もまた鳴海宿にあった尾張藩代官所（鳴海陣屋）の支配下に落ち着くことになる。江戸時代の村々は庄屋・組頭・百姓代らの地方三役によって自治運営され、上納する年貢や諸役も村ごとに請負う体がとられるようになり、こうした幕藩による間接支配体制（幕藩体制）が徐々に固まっていく。長らく身分を隠し続け、文書のたぐいを残さず何ごとも口頭で済ます習わしを持っていたという桶廻間村においても、藩と村との間で交わされる各種書状・検地帳・名寄帳・免状などの文書を作成および保管する義務を負うようになり、ここに桶廻間村の実情が書面の上で初めて明らかになってくる。2013年（平成25年）現在知られている限りでは1608年（慶長13年）の史料が最も古いとみられ、この年の2月18日（1608年4月3日）付の達し状、および10月5日（1608年11月12日）付の『慶長拾三戊申十月五日尾州智多郡桶廻間村御縄打水帳』がそれである。前者は有松支郷設立に関する文書であり、後者は「備前検」と呼ばれた伊奈忠次による検地の際の台帳を指す。
1608年（慶長13年）の達し状は、桶廻間村新町においては諸役を免除するから移住を勧める、という主旨である。徳川義直が入封したばかりの尾張藩は諸改革に取り組み、藩内を通過する東海道の改修や宿場の整備にも努めていたが、池鯉鮒宿と鳴海宿との間は松林が生い茂る丘陵地で人家も田畑も無く、盗賊のたぐいも出没するような物騒な土地柄であったことから、旅行者の安全・便宜をはかるために間の宿としての小集落（新町、あらまち）の開発を計画し、知多郡内に広く移住者を募ったようである。
この呼びかけに対し、1608年（慶長13年）中に阿久比庄から8名、1613年（慶長18年）までに7名、1625年（寛永2年）までに14名の移住者が確認されている。初めは桶廻間村の支郷として有松村新田と呼ばれていたが、尾張藩は1625年（寛永2年）に「町屋敷永代御国検除」よってさらに税制の優遇を行い、有松村に町場として自立をはからせようとしている。有松村が桶廻間村から独立した時期は定かでは無いが、この1625年（寛永2年）が一応の目安だと考えられている。
こののち有松村では絞産業が興されて「有松絞」の発祥をみ、商工の村として発展していく一方で、桶廻間村は江戸時代を通じて農業を基礎として緩やかに発展してゆくことになる。その閉鎖性ゆえか人の流出入も少なく、江戸時代中頃に人口315人・戸数67戸であったのに対し（『尾張徇行記』）、1875年（明治8年）の調査では人口382人・戸数82戸とあり、人口の増加も総じて緩慢である。『尾張徇行記』（1808年（文政5年））によれば、桶廻間村に住まう人々はみな農民であり、商いに携わる者はおらず、石高からみても戸数が多く農業人口が過剰の傾向にあったらしく、男性は他村に土木作業を手伝いに行く者があったり、女性は農作業の合間に有松絞の絞りくくりを内職として、生計の足しとしていたようである。1608年（慶長13年）の検知帳控と1875年（明治8年）の戸籍帳は共に少数の富農による土地所有の集中を示しており、そのほかはほとんどの村民が零細な小自作農・小作農であったとみられる。『尾張徇行記』に記された村民の暮らしぶりはこの大多数の村民のそれであると考えられ、しかも江戸時代を通じてその様相にほぼ変化が無かったことがうかがわれる。
他方で、この時代に耕地の開拓は徐々に進み、慶長年間（1596年 - 1615年）と明治時代初期を比べると、耕作地において田は2.1倍、畑は6.7倍の増加をみ、石高も約1.5倍に伸びている。慶長の頃にはまだ、耕作しやすいところに水田を設けることで精一杯であったが。平坦地の少ない桶廻間村にあって丘陵地を有効活用すべく開拓が続けられた結果、とりわけ畑の著しい増加につながったのである。作物は米・大麦・小麦のほか、綿・たばこ・大豆なども栽培していたようである。
| 年代               | 石高                            | 田                           | 畑                          | 出典                              |
| ------------------ | ------------------------------- | ---------------------------- | --------------------------- | --------------------------------- |
| 1608年（慶長13年） | 213石9斗7升5合 （約32,096.3kg） | 22町9反9畝25歩 （約22.81ha） | 3町7反21歩 （約3.68ha）     | 『尾州智多郡桶廻間村御縄打水帳』  |
| 年代不詳           | 259石7斗1升3合 （約38,957.0kg） |                              |                             | 『尾州領郷帳』 『尾張国地方覚書』 |
| 年代不詳           | 258石4斗7升5合 （約38,771.3kg） |                              |                             | 『郷帳所見高』                    |
| 1869年（明治2年）  | 318石8斗 （約47,820.0kg）       | -                            | -                           | 『旧高旧領取調帳』                |
| 1876年（明治9年）  | -                               | 49町1反6畝27歩 （約48.76ha） | 24町9反5畝9歩 （約24.75ha） |                                   |

| 新田名   | 年代               | 石高                          | 田                         | 畑                         |
| -------- | ------------------ | ----------------------------- | -------------------------- | -------------------------- |
| 寛文新田 | 1666年（寛文6年）  | 52石8斗5升6合 （約7,928.4kg） | 4町3反5畝11歩 （約4.32ha） | 5町8畝5歩 （約5.04ha）     |
| 午新田   | 1726年（享保11年） | 45石7斗3升8合 （約6,860.7kg） | 5町5反5畝9歩 （約5.51ha）  | -                          |
| 未新田   | 1751年（寛延4年）  | 17石5斗8升1合 （約2,637.2kg） | 5反24歩 （約0.50ha）       | 3町2反8畝23歩 （約3.26ha） |
| 亥新田   | 1755年（宝暦5年）  | 9斗5升5合 （約143.3kg）       | -                          | 2反5畝1歩 （約0.25ha）     |
| 子新田   | 1828年（文政11年） | 10石2升3合 （約1,503.5kg）    | 2反2畝 （約0.22ha）        | 1町6反5歩 （約1.59ha）     |
| 辰新田   | 1832年（天保3年）  | 26石6斗3升6合 （約3,993.2kg） | 6反9畝1歩 （約0.68ha）     | 5町3反4畝20歩 （約5.30ha） |
| 酉新田   | 1837年（天保8年）  | 3石8斗9升2合 （約583.8kg）    | -                          | 1町5反5畝20歩 （約1.54ha） |

（注：両表共に石高の質量は4斗（＝1俵）を60キログラムとして換算している。）

## 明治維新以降

### 有松町との合併以前
1868年（明治元年）8月、尾張藩は行政組織を改編し、南方・東方・北方の三総管所を設置する。このうち知多郡横須賀村に設置されたものを南方総管所とし、桶廻間村も有松村と共にその管轄下に置かれることになる。総管所は行政・軍事に関して広範囲な権限を有していたが、各村の自治にまでは手を付けていない。桶廻間村では庄屋らの支配的地位は旧来のままで、有松村では絞取締会所による村政の運営がそのまま続いている。
しかし、1871年8月29日（明治4年7月14日）に廃藩置県が行われ、ここに名古屋藩が消滅すると同時に名古屋県が誕生する。続いて同年12月26日（旧暦11月15日）には三河国の諸県・諸地域、および尾張国知多郡が統合して額田県が成立、知多郡であった桶廻間村は有松村と共に額田県に移管されることになる。
廃藩置県以前の1871年5月22日（明治4年4月4日）に制定された戸籍法は編成単位として「区」を置くことを規定しており、これが後に大区小区制として結実していくことになるが、大区小区制は国による体系的な法令に基づいた制度ではなく、その具体的な内容も各府県の事情によって異なる様相を見せている。額田県では、翌1872年（明治5年）2月の戸籍法施行時と同時期の『戸長并副戸長規則』においてすでに大小区を設定していることが理解できる。桶廻間村は有松村と共に、額田県下では第1大区1小区に区画されている。
1872年5月15日（明治5年4月9日）、明治政府は旧来各村の支配層であった庄屋・名主・年寄を廃止し、戸長・副戸長・用掛組長などを設置するよう布告を出している。これを受けて額田県は、同様の通達を5月25日（旧暦4月19日）に出している。
名古屋県は1872年5月8日（明治5年4月2日）に「愛知県」に改称した後の同年9月、『愛知県区画章程』において、それまでの区を小区とし、新たに6の大区を設け、正副区戸長の配置と職務を規定する。そして同年12月27日（旧暦11月27日）に額田県が愛知県に編入され、翌年の1873年1月に知多郡を第7大区に指定、これにより桶廻間村は有松村と共に愛知県第7大区1小区に属することになる。
廃藩置県に始まる一連の行政改革は、幕藩体制の地域支配制度から中央集権的な地方制度への大きな転換であり、地域社会の実態を根本的に変革させることになる。とりわけ大区小区制は、村方三役や自発的組織によって長年培われた村の旧慣や自立性を無視した中央の強権的な改革として見られることが多い。事実、上からの押しつけに対する群村からの反発やサボタージュは頻繁に起こり、府県は大区小区制の趣旨を貫徹させるためにさまざまな調整策を講じながらも人民のコントロールに苦慮することになる。愛知県では、1876年（明治9年）頃に至ると、県令安場保和の強力なリーダーシップの元で、1873年（明治6年）以来混迷をきわめ遅々として進まなかった地租改正事業が本格的に軌道に乗り始める。地押丈量（土地の検査と測量）の円滑な進捗を目的とした飛地の解消、町村界の確定、村落の合併・分郷が数多く行われ、また同様の目的から同年8月21日にはこれまでの大区小区制が廃止されて新たに18の区が設けられたが、このとき、木之山村（このやまむら、現大府市）・伊右衛門新田村・又右衛門新田村（またえもんしんでんむら、同）・八ツ屋新田村（やつやしんでんむら、同）・追分新田村・追分村（おいわけむら、同）・長草村（ながくさむら、同）、桶廻間村の8村が合併して共和村が成立、桶廻間村は共和村の一部になる。この共和村への合併に際して、桶廻間村は強力な反対を示したものの愛知県に押し切られてしまったといわれる。反対の理由としては他の旧7村からは遠隔地で交通の便が悪いから、そしてかねてより人情の折り合いが悪かったからとされ、合併後には果たしてその懸念どおりになり、5年後の1881年（明治14年）に共和村から離脱、単独の桶狭間村として再び存続することになる。

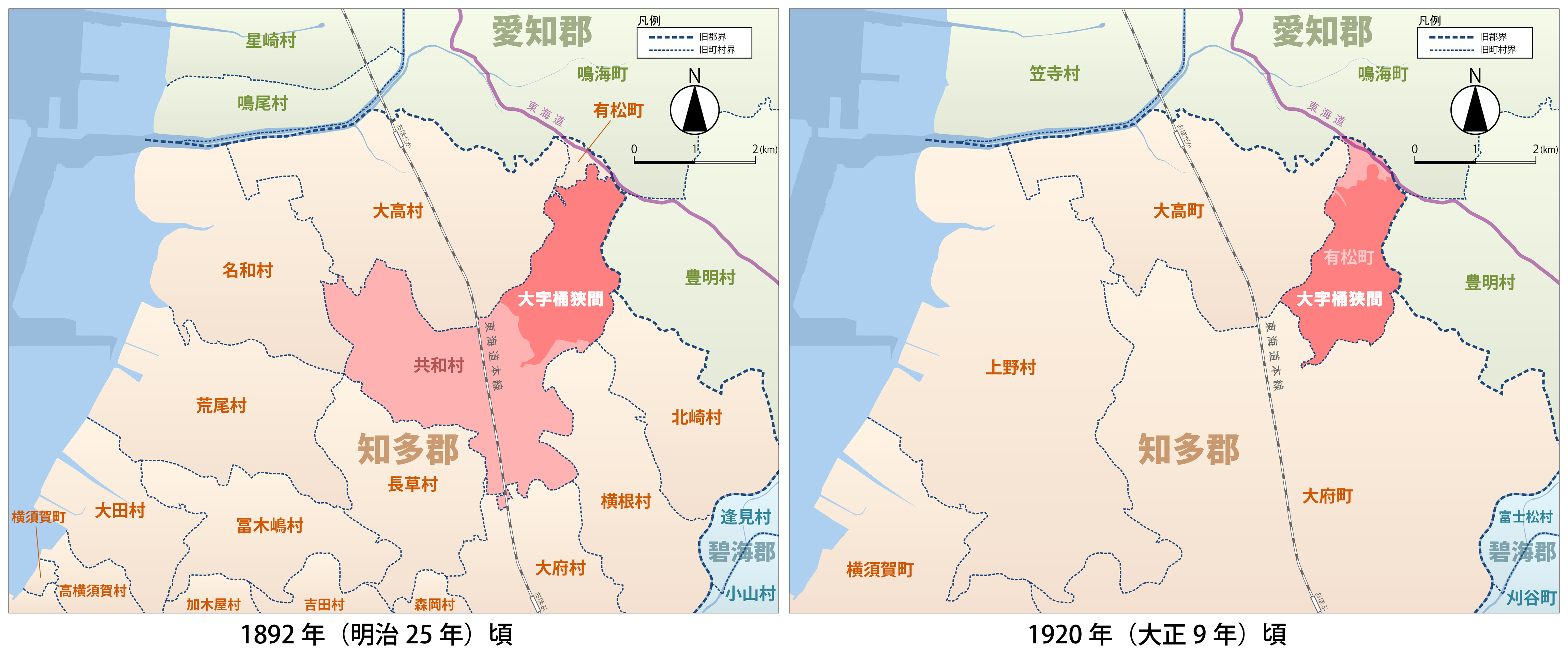
知多郡所属当時の大字桶狭間。左は共和村の大字、右は有松町の大字。

1878年（明治11年）7月22日、地方三新法のひとつである郡区町村編制法が施行され、それまでの区制が撤廃され、郡・町・村が法令上の行政単位として認められることになる。1888年（明治21年）4月25日に市制および町村制が公布されたことを受け（翌1889年（明治22年）4月1日施行）、桶狭間村も法人格を持つ行政村にいったんは移行する。しかし、この法律の適用を受ける実力の無い町村は整理されることになり、桶狭間村も財政規模の小ささから単独で立村が困難であると判断した愛知県の介入を受け、再び共和村との合併問題が浮上して大いに「紛糾」する。桶狭間村は今回もやはり共和村との合併に反対の意向を再三示しており、「歴史的に名を知られる本村が一大字に転落するのは忍びがたいこと」、「地価33,180円余り・公民権者60名余りを有する本村は単独で存続するに差し支えないこと」、「先の合併では多数選出された共和村議員が数にものをいわせて横暴となり、自村に利益誘導をはかるばかりで距離が遠く交通が不便な本村を顧みなかったという現実があり、一度破綻した間柄であることから再び合併しても将来的に融和は望めないこと」などを理由として、愛知県庁には初め共和村との合併反対・単独立村を請願する。しか容易に許可が下りる気配も無く、次善の策として北接する有松村との連合組合を画策するようになり、1889年（明治22年）10月には有松村と共同で町村制116条に基づく「連合組合設定」を出願する。
桶廻間村が農業を中心とする山村であったのに対して、有松村は旧東海道沿いにあって絞業で発展した街村であったが、出自を同じくし、かつては両村で氏神を共有し、慶事弔祭などの社交上のつきあいを非常に密接になし、有松村の絞業には多くの桶廻間村民が下請けとして従事し、耕地の少なかった有松村は桶廻間村の農作物に多くを依存していたという間柄でもある。連合組合設定の理由として両者は、こうした歴史上・民俗上・経済上の結びつきを示したほかに、交通の便が良いこと、ただし合併にまで至って共に大字に転落することは忍びがたいことであるからそれぞれ村として独立しながら緩やかに連合するのが望ましいこと、などとしている。しかし共和村に押し切られる形で1892年（明治25年）9月13日に桶狭間村は共和村と合併、共和村大字桶狭間としてなる。桶狭間村はあくまで単独での立村を望んでいたが、愛知県が懸念したごとく財政が極度に逼迫するようになり、民間から公債寄付や無尽講による融通を受けたり、他村から借り入れるなどして、何とかやり繰りするありさまであったという。この頃有松村は1891年（明治24年）に開いた臨時村会で桶狭間村との合併が有益であることに満場一致で賛成するなど、しきりにラブコールを送るようになっており、名を捨てて実をとることを迫られた桶狭間村も単独立村を断念し、有松村との合併を模索するようになり、やがて共和村も分村に賛成、1893年（明治26年）5月には有松町・共和村・大字桶狭間の三者連名で町村組替願書を愛知県庁に提出、愛知県の同意にこぎ着け、11月に知多郡長より合併許可の通達を受ける。ここに有松と桶狭間の合併がかない、以降70年以上にわたり二人三脚で寄り添うようになるのである。
農村としての桶廻間村では、江戸時代にその性格が顕著になっていたように、耕地の面積に比して農家が多い状況が明治時代に入ってからも続いている。1884年（明治17年）度の資料では民有地のうち69パーセントが田畑となっており、残った原野も地味の悪い山林などであったりしたことから、新たな農地の開墾はすでに行き詰まっていたという。他方で、1873年（明治6年）7月28日には地租改正法および地租改正条例が制定（地租改正）、地券の発行に際して桶廻間村では全地積の40パーセント以上が官有地とされ、そのうち山林部分は禁裏御料が80パーセント以上を占めるようになる。江戸時代には定納山として村の共有地であった山林で、純農村であった桶廻間村の村民にとってはここでの山稼ぎも生計を構成する重要な一要素であったが、禁裏御料に編入されてからは立ち入りも禁止され、生計の一部が奪われると共に、禁裏御料の存在が耕地拡大を阻害する主要因ともなっていたことで、村民の生活への打撃はより深刻なものになってゆく。
その後1921年（大正10年）に払い下げが実現するまでの半世紀間、禁裏御料の開放は桶狭間村・大字桶狭間住民の悲願であり続けている。まず1886年（明治19年）に部分林が設立されるなどの取り組みが行われたが、あくまで農地の開墾を望んでいた住民の間では山田豊次郎らの熱心な運動が続き、やがて借用と開墾が認められたを受け、1897年（明治30年）1月からは官民有地の併せて120町（約119ヘクタール）余の開墾がスタートする。部分林設定の期限が切れた1900年（明治33年）には禁裏御料拝借権の入札が行われて多くの農民が土地を手にし、開墾のペースに拍車がかかった結果、明治時代末頃までにはほぼ完成の域に達する。そしてその10年後に払い下げが実現したことで、桶狭間の土地が名実共に桶狭間住民のものとなるのである。
なお、最初に共和村と合併していた頃、セト山には共和村長草小学校分教場ができている（北緯35度3分7.2秒 東経136度58分18.6秒）。1886年（明治19年）4月に小学校令が公布され、かつまた独立村になろうとする機運が渦巻いていた当時にあって、村独自の小学校を設立したいという要望も強く、1892年（明治25年）2月には知多郡長宛てに私立小学校設立願が提出されている。そして「私立桶狭間小学校」が、修業年限4年の尋常小学校として設立される。教科は「修身」・「読書」・「作文」・「書写」・「算術」・「体操」の6つを数え、教員数は1名、児童数は50名、校舎は分教場を借りたものを利用することになる。翌1893年（明治26年）、共和村大字桶狭間は有松町と合併して有松町大字桶狭間となり、私立桶狭間小学校も「有松町立有松尋常小学校桶狭間分校」に衣替している。

### 有松町との合併以降
1964年（昭和39年）12月1日に名古屋市緑区に編入される。その後、1984年（昭和59年）3月に旧東海道の街並みが市の「有松町並み保存地区」に指定、1992年（平成4年）10月5日に都市景観重要建築物等に指定、2016年（平成28年）5月20日に国の重要伝統的建造物群保存地区に認定を受け、2019年（令和元年）5月20日に文化庁から日本遺産の認定を受ける。